# Hypanthe

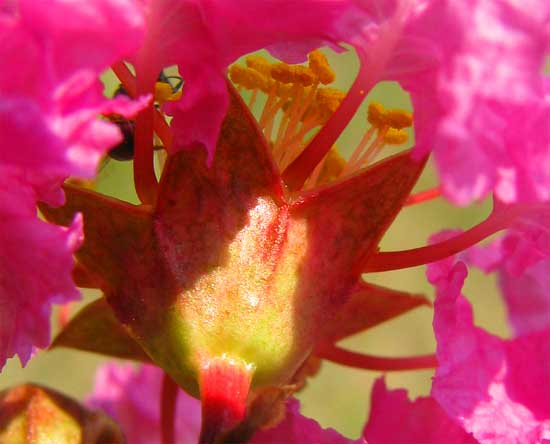
Hypanthe de Lagerstroemia (Lagerstroemia indica).

En botanique, l’hypanthe (ou hypanthium) est le nom donné au réceptacle floral lorsque celui-ci est fusionné avec la base des verticilles floraux inférieurs (calice, corolle et androcée) et prend la forme d'une urne enveloppant les ovaires. Il est en forme de coupe plus ou moins allongée (dans ce dernier cas, il prend le nom de tube calicinal).
On le trouve chez toutes les espèces de la famille des Rosaceae et beaucoup d'espèces de la famille des Thymelaeaceae.

Hypanthium de rosier.

Dans le genre Rosa (les rosiers), il est si profond, avec une ouverture si étroite à son sommet, qu'il ressemble à un ovaire infère (l'ovaire des Rosoideae, qui est formé de nombreux carpelles, est en réalité supère).

## Galerie

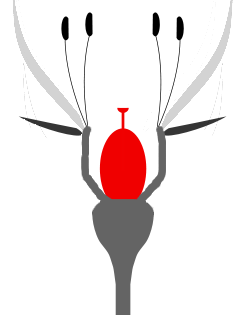
L'hypanthium entoure le gynécée dans le cas des ovaires supères
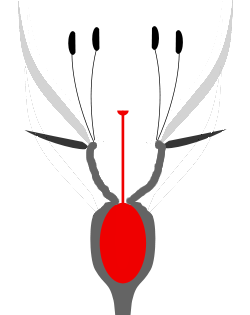
L'hypanthium adhère au gynécée dans le cas des ovaires infères